# Britta Lübke
Britta-Susann Lübke (* 1958 in Magdeburg) ist eine deutsche Fernsehjournalistin, Regisseurin und Produzentin. Sie war bis 2022 Redakteurin bei Radio Bremen.

## Leben
Lübke wuchs in Essen und Hannover auf. In Dortmund absolvierte sie ein Studium der Journalistik, Raumplanung und Literaturwissenschaften, das sie als Diplom-Journalistin abschloss. Volontariate bei der Westdeutschen Allgemeinen Zeitung und im WDR-Studio Bielefeld rundeten ihre journalistische Ausbildung ab.
1984 begann Lübke beim WDR im Fernsehen und Hörfunk. Dort war sie als Reporterin, Redakteurin, Moderatorin, Chefin vom Dienst und Sendungsregisseurin tätig. 1987 wechselte sie zu Radio Bremen, wo sie zuerst mit gleichem Tätigkeitsbild die Sendung buten un binnen gestaltete. Später zeichnete sie als RB-Redakteurin für Dokumentationen, Reportagen und Filmporträts verantwortlich. Daneben arbeitete sie als Autorin, Produzentin und Regisseurin im In- und Ausland.
2002 begleitete Lübke ihren Vater nach Hamhŭng in Nordkorea. Dieser hatte dort 1956/57 als Mitglied der Deutschen Arbeitsgruppe beim Wiederaufbau der Stadt geholfen. Sie war die erste westliche Journalistin, der es gelang, in das Landesinnere Nordkoreas zu gelangen und dort zu drehen. Aus den Erfahrungen und Bildmaterial schuf sie im Anschluss zwei Filme, die arte-Doku Der Traum vom Tausendmondfluss – Nordkorea eine Wiederkehr  und die ARD-Reisereportage Jenseits der letzten Mauer.
2013 nahm Lübke mit sechs weiteren Journalisten und einem Kamerateam an den Dreharbeiten zu der zehnteiligen arte-Fernsehdokumentation „fernOst“ teil. Dabei reiste die Crew über ein halbes Jahr lang in Geländewagen von Berlin nach Tokio, überwiegend auf dem Asian Highway 1.

## Filmografie
- 1990: Mit dem Wind um die Welt, fünfteilige Serie über das Whitbread Race (ARD)
- 1991: Die Letten ohne Lenin – Wiederbegegnung mit einer freien Republik (NDR)
- 1992: Aufbruch in die Fremde – Deutsche Einwanderer in New York  (NDR)
- 1993: Kultur ist, wenn man’s trotzdem macht (NDR)
- 1996: Bilderbuch Deutschland: Worpswede und das Teufelsmoor (ARD)
- 1996: Marcel Reich-Ranicki – höchstpersönlich (ARD)
- 1999: Bilderbuch Deutschland: Zwischen Rotenburg und Fischerhude (ARD)
- 2001: Bilderbuch Deutschland: Die Wildeshauser Geest (ARD)
- 2002: Jenseits der letzten Mauer – Reisereportage aus Nordkorea (ARD)
- 2003: Der Traum vom Tausendmondfluss – Nordkorea eine Wiederkehr (Arte)
- 2003: Bremen – Riga: eine hanseatische Liaison (Arte)
- 2006: Bilderbuch: Verden – die Reiterstadt (ARD)
- 2007: Legenden: Lale Andersen (ARD)
- 2013: Fernost – Von Berlin nach Tokio (arte)
- 2015: Leuchtturm Roter Sand – Letzter Gruß der Alten Welt (NDR)
- 2022: Inseln Italiens – Monte Isola (arte)
- 2023: Nationalparks im Baltikum: Lettland – Gauja Nationalpark (arte)